# Малыгин, Степан Гаврилович
Степа́н Гаври́лович Малы́гин, или ошибочно Степа́н Григо́рьевич Малы́гин (1702 (?) — 1 августа (12 августа) 1764) — один из первых русских исследователей Арктики, автор первого руководства по навигации на русском языке. Начальник западного отряда Великой Северной экспедиции.

## Биография

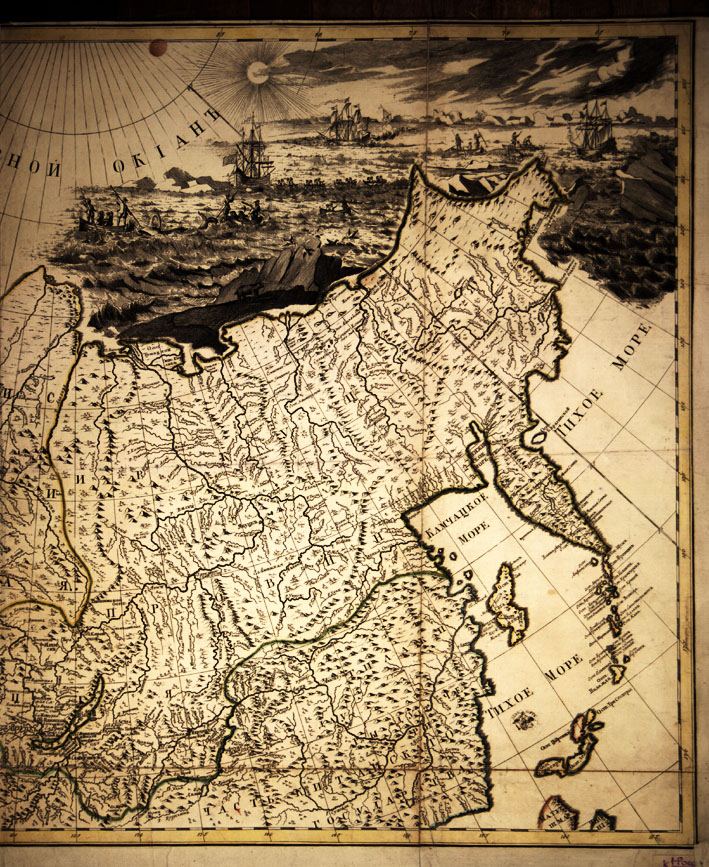
Русская карта Дальнего Востока (1745)

Из мелкопоместных дворян Переславль-Залесского уезда.
В 1711‒1717 годах учился в «Школе математических и навигацких наук» в городе Москве.
В 1717 году начал службу на Балтийском флоте в звании гардемарина, спустя четыре года (в 1721 году) был произведён в лейтенанты.
В 1731 году представил в Академию наук и в 1733 году издал первое руководство по навигации на русском языке «Сокращённая навигация по карте де-Редукцион».
В начале 1736 был назначен начальником западного отряда Великой Северной экспедиции.
Летом 1736 года на двух ботах «Первый» (под командованием Малыгина) и «Второй» (под командованием лейтенанта А. И. Скуратова) прошёл от Долгого Острова в Баренцевом море через пролив Югорский Шар к низовью реки Кара, где оставил суда на зимовку.
Летом 1737 года вместе со Скуратовым провёл оба бота от реки Кара в устье Оби через пролив между полуостровом Ямал и Белым островом (ныне ‒ пролив Малыгина).
В результате плаваний отряда Малыгина были впервые составлены описание и карта побережья Северного Ледовитого океана от реки Печоры до Оби.
В 1738 году совершал плавания в Балтийском и Северном морях.
В 1739 году назначен капитаном фрегата «Амстердам-Галей». В 1740 году «Амстердам-Галей» во время шторма потерпел крушение у острова Борнхольм.
C 1741 по 1748 год руководил Кронштадтской штурманской ротой.
В 1741—1743 годах командовал 54-пушечным кораблем «Город Архангельск».
В 1744 году командовал 54-пушечным кораблем «Азов».
В 1746 году командовал 66-пушечным кораблем «Северный орёл».
В 1748 году командовал 66-пушечным кораблем «Святой Сергий».
В 1750 году Малыгин назначен цейхмейстером, а в 1751 году получил командование над линейным кораблём «Архангел Рафаил».
С 1752 по 1762 год — капитан Рижского порта. На этой должности с 1756 года участвовал в Семилетней войне.
C 30 апреля 1762 года занимал должность начальника адмиралтейской конторы в Казани в звании капитан-командора.

## Память
- «Малыгин» — ледокол-пароход 1912 года постройки.
- «Малыгин» — ледокол-пароход 1924 года постройки (Voima).
- «Штурман Малыгин» — арктический челночный танкер, Arc7, проекта 42К. Занимается транспортировкой нефти с терминала «Ворота Арктики».
- «Лейтенант Малыгин» — пароход.
- «Степан Малыгин» — научно-исследовательское судно Российской академии наук
- Мыс Малыгина на юго-западе острова Белый в Карском море.
- Пролив Малыгина между полуостровом Ямал и островом Белый.
- Улица Малыгина в различных городах России.